# Cheryl Dickey
Cheryl Dickey, född den 12 december 1966, är en amerikansk före detta friidrottare som tävlade i häcklöpning.
Dickeys främsta meriter är på 60 meter häck. Hon var i final vid inomhus-VM 1995 där hon slutade på sjätte plats. Bättre gick det vid inomhus-VM 1997 där hon blev bronsmedaljör på tiden 7,84.

## Personliga rekord
- 60 meter häck - 7,84 från 1997
- 100 meter häck - 12,72 från 1998